# Burmoniscus martensi
Burmoniscus martensi är en kräftdjursart som först beskrevs av Albert Vandel 1973.  Burmoniscus martensi ingår i släktet Burmoniscus och familjen Philosciidae. Inga underarter finns listade i Catalogue of Life.